# Озерки (Калининский район)
Озерки — село в Калининском районе Саратовской области России. Административный центр Озёрского муниципального образования. Основано в 1788 году.

## География
Находится в центрально-южной части Саратовского Правобережья, в пределах Окско-Донской равнины, в степной зоне, к югу от автодороги Р22, на расстоянии примерно 23 км (по прямой) к юго-западу от города Калининска. Абсолютная высота — 186 метров над уровнем моря.

### Климат
Климат характеризуется как умеренно континентальный с холодной малоснежной зимой и сухим жарким летом. Среднегодовая температура воздуха — 4,1 — 4,5 °C. Средняя многолетняя температура самого холодного месяца (января) составляет −12,6 — −12,1 °С (абсолютный минимум — −41 °С), температура самого тёплого (июля) — 20,8 — 21,4 °С (абсолютный максимум — 40 °С). Среднегодовое количество атмосферных осадков — 375—450 мм, из которых более половины (200—260 мм) выпадает в период с апреля по октябрь. Снежный покров держится в среднем 142 дня в году.

### Часовой пояс
Село Озерки, как и вся Саратовская область, находится в часовой зоне МСК+1. Смещение применяемого времени относительно UTC составляет +4:00.

## Население
| 2002 | 2010 |
| ---- | ---- |
| 762  | ↘688 |

### Гендерный состав
По данным Всероссийской переписи населения 2010 года в гендерной структуре населения мужчины составляли 47,5 %, женщины — соответственно 52,5 %.

### Национальный состав
Согласно результатам переписи 2002 года, в национальной структуре населения русские составляли 84 % из 762 человек.

## Фотогалерея

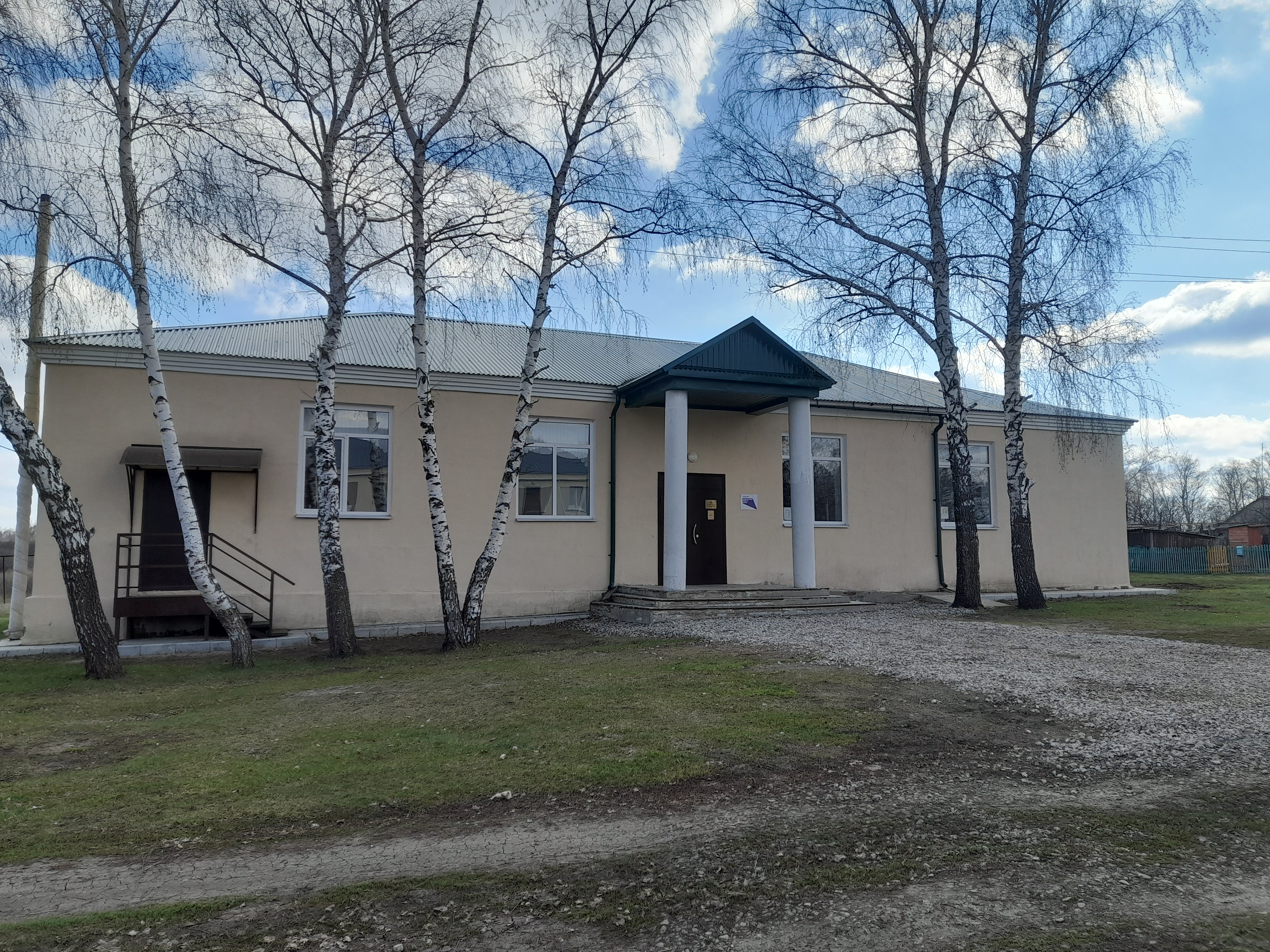
Сельский Дом культуры
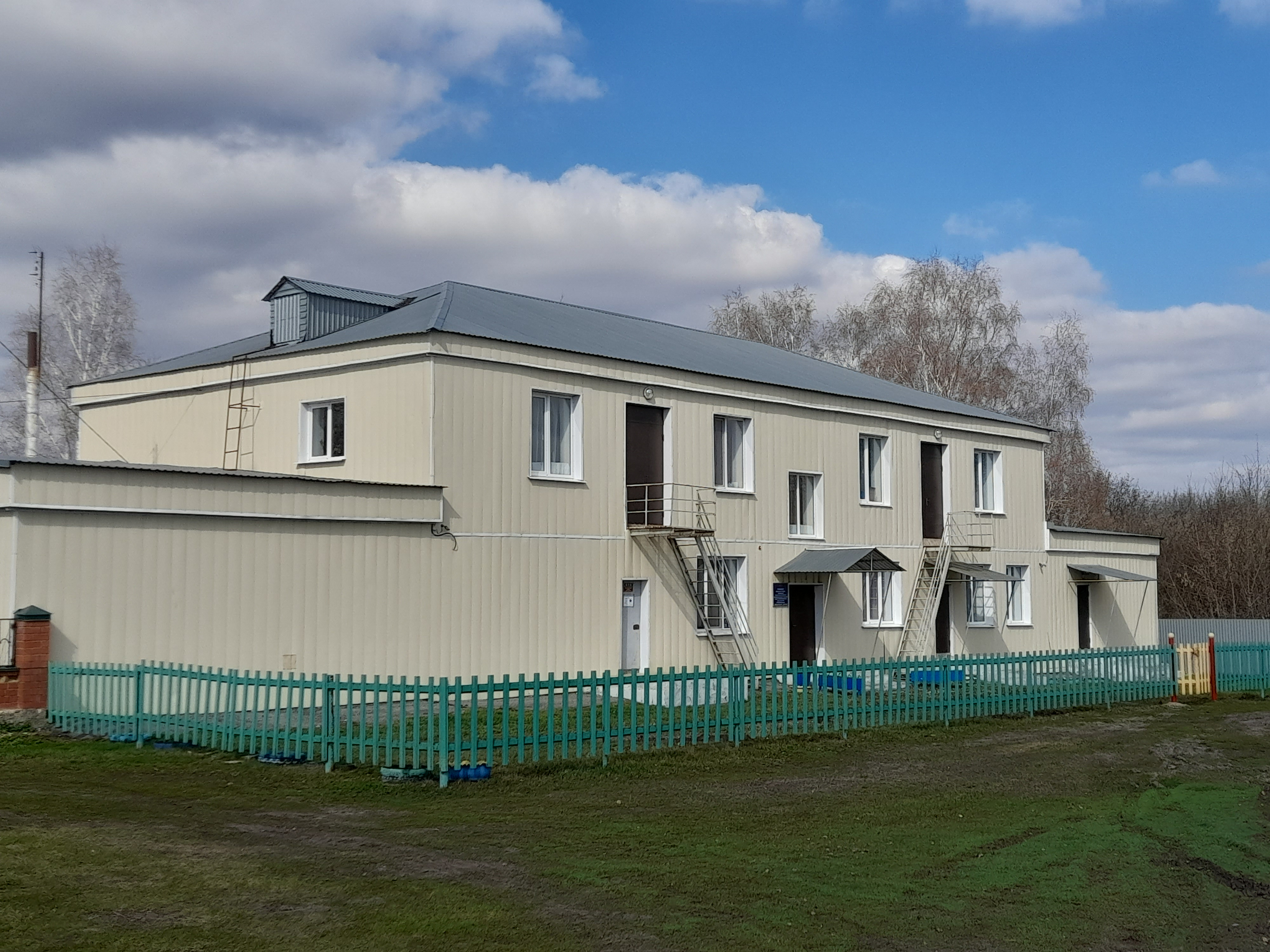
Детский сад
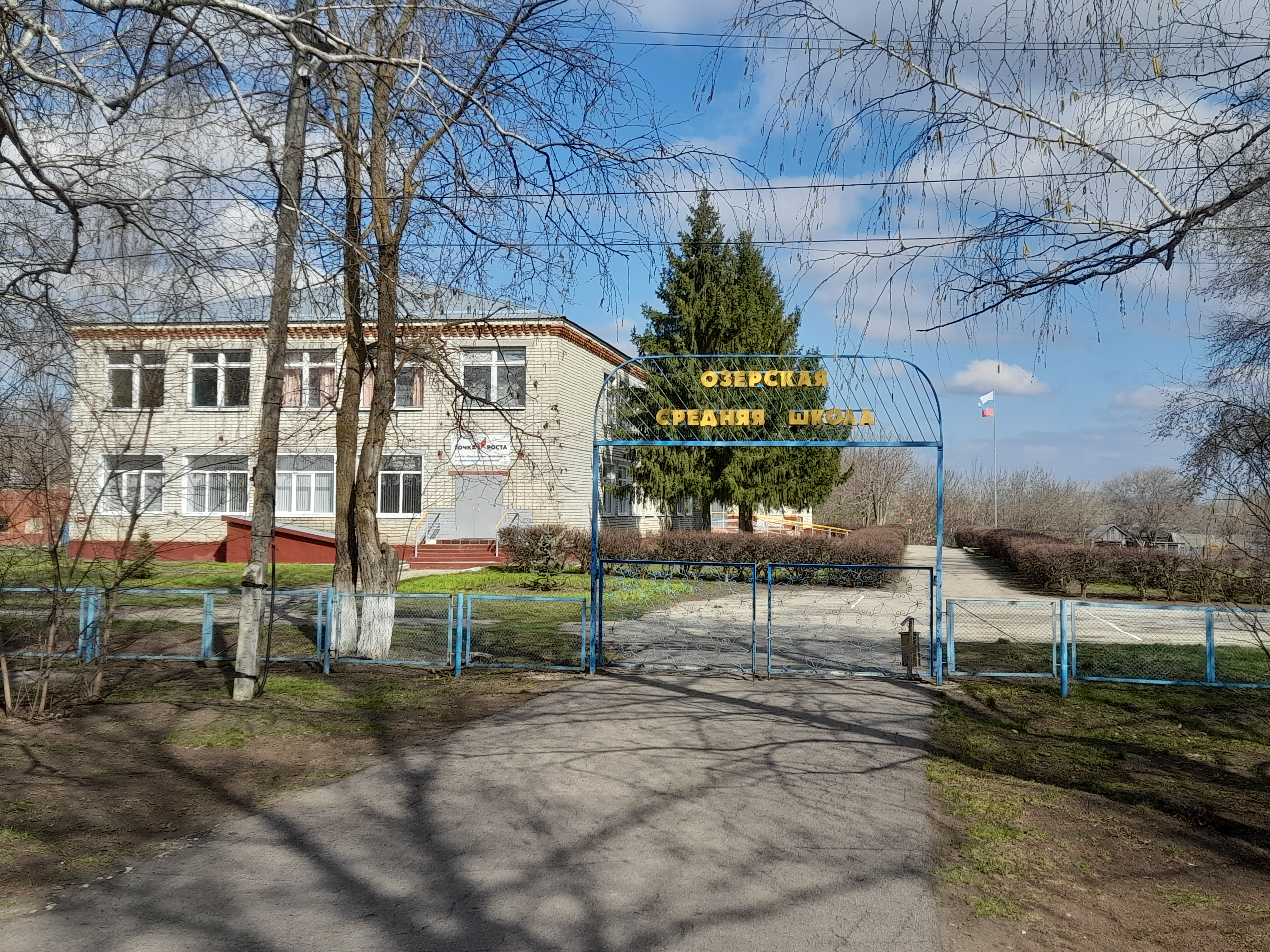
Школа
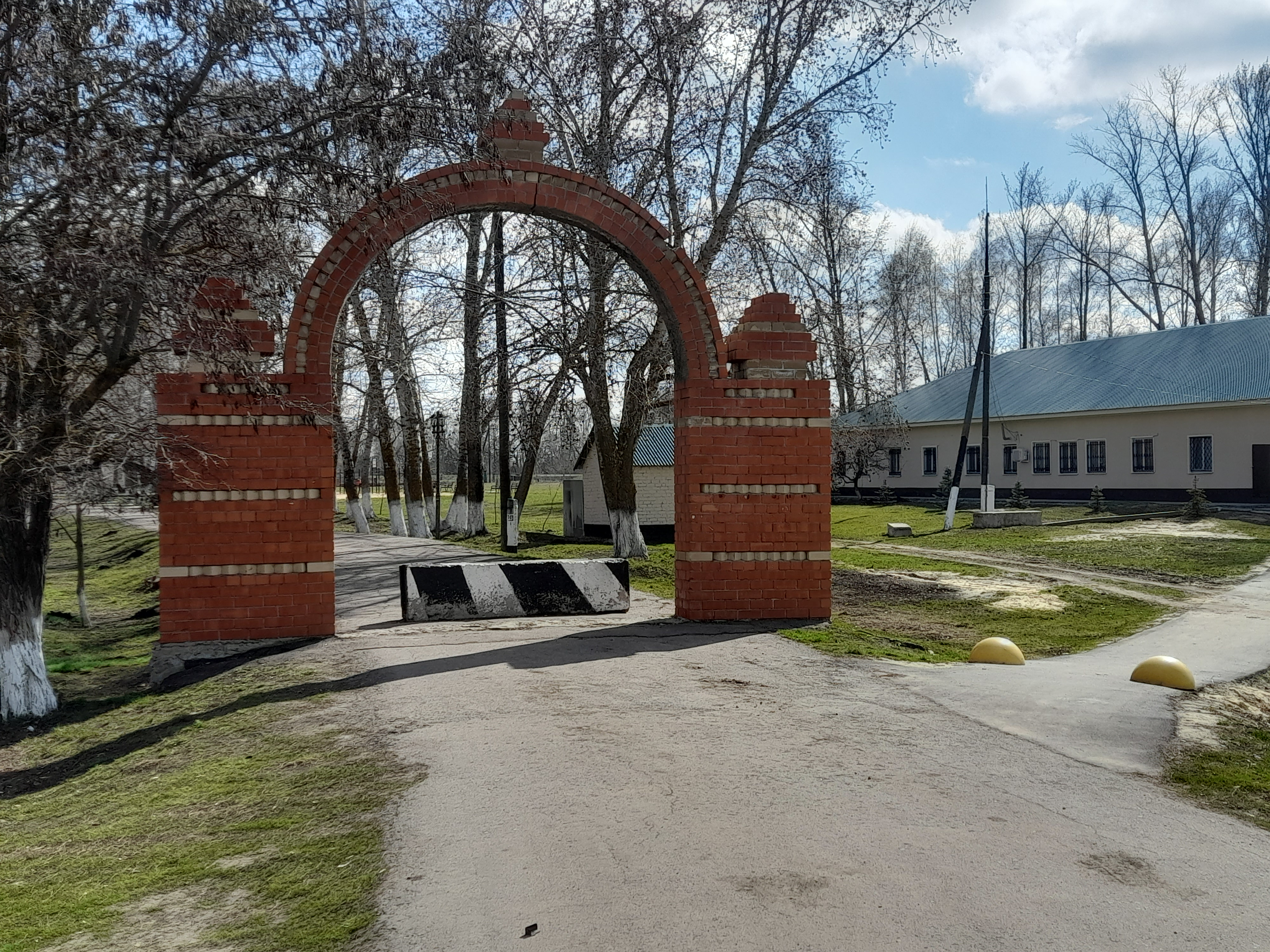
Парк
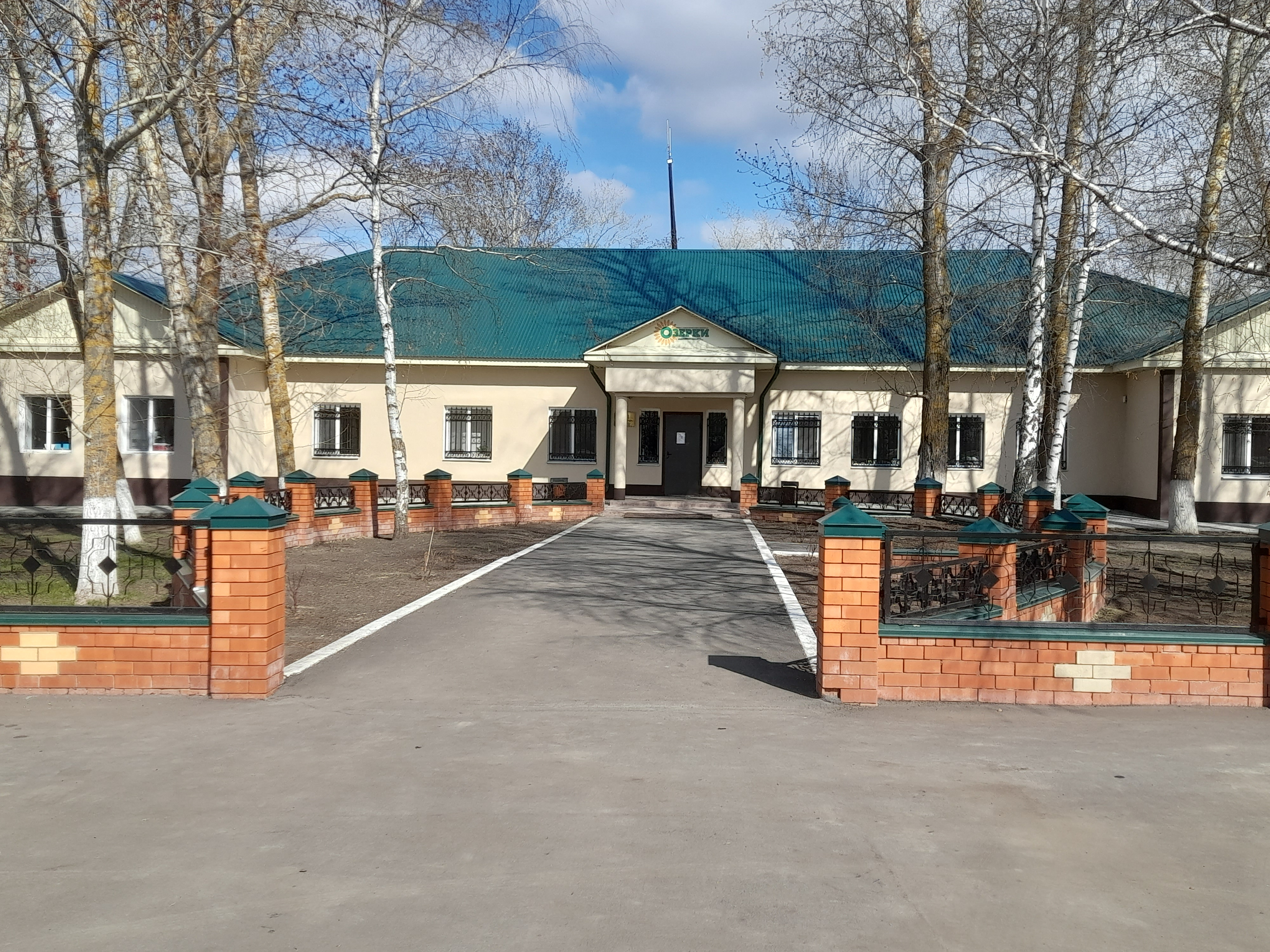
ООО «Озерки»
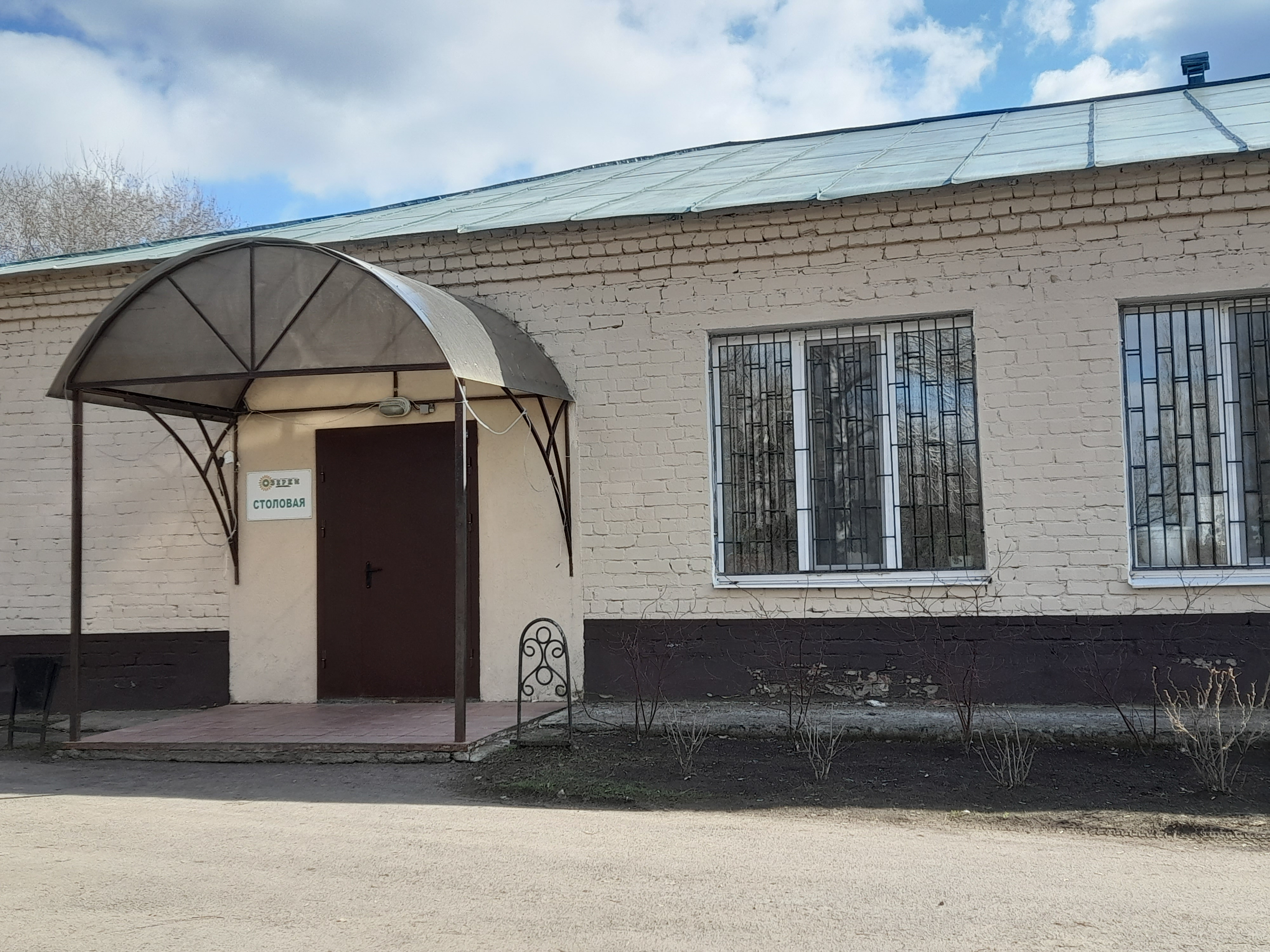
Столовая
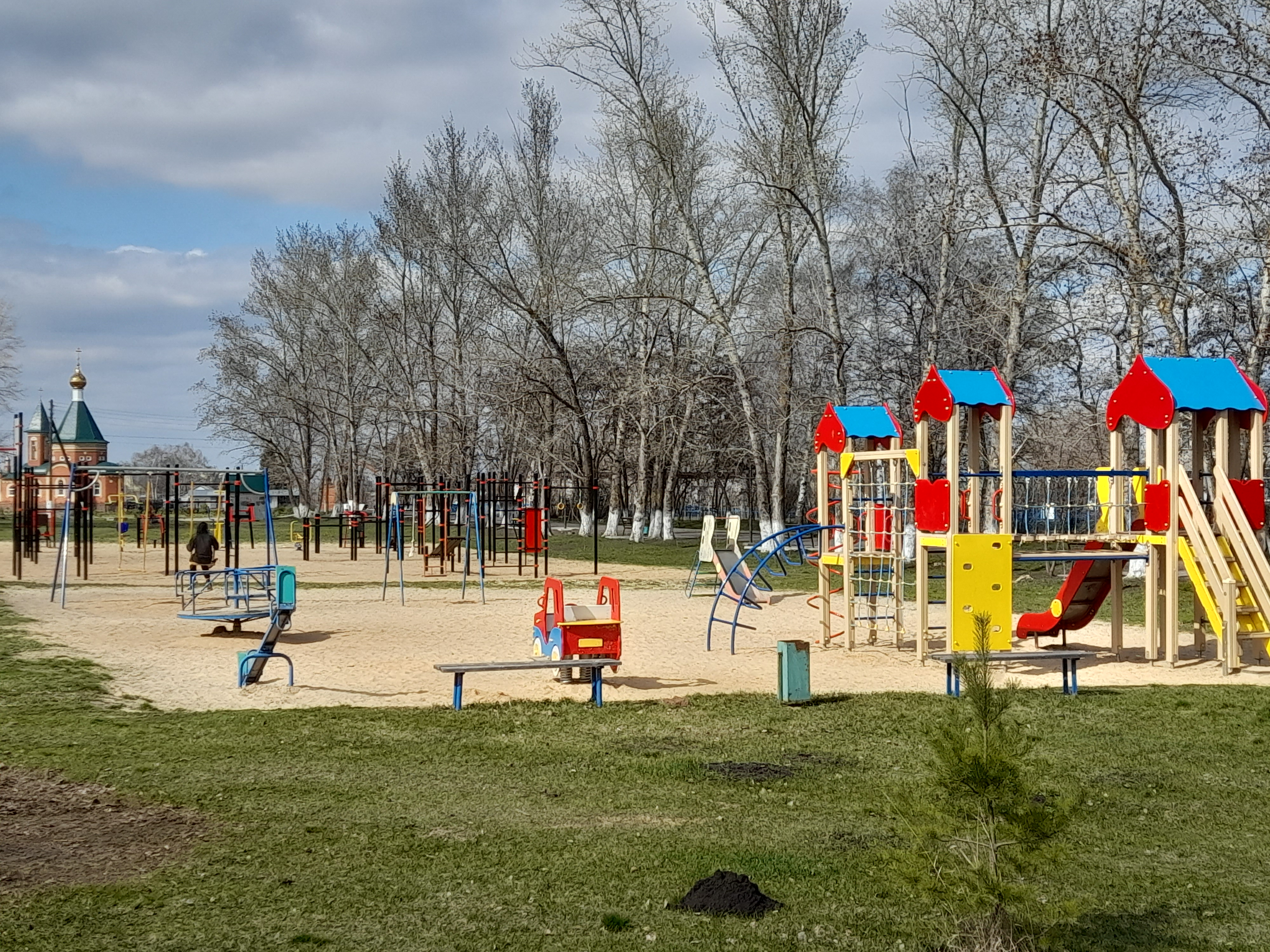
Игровая площадка
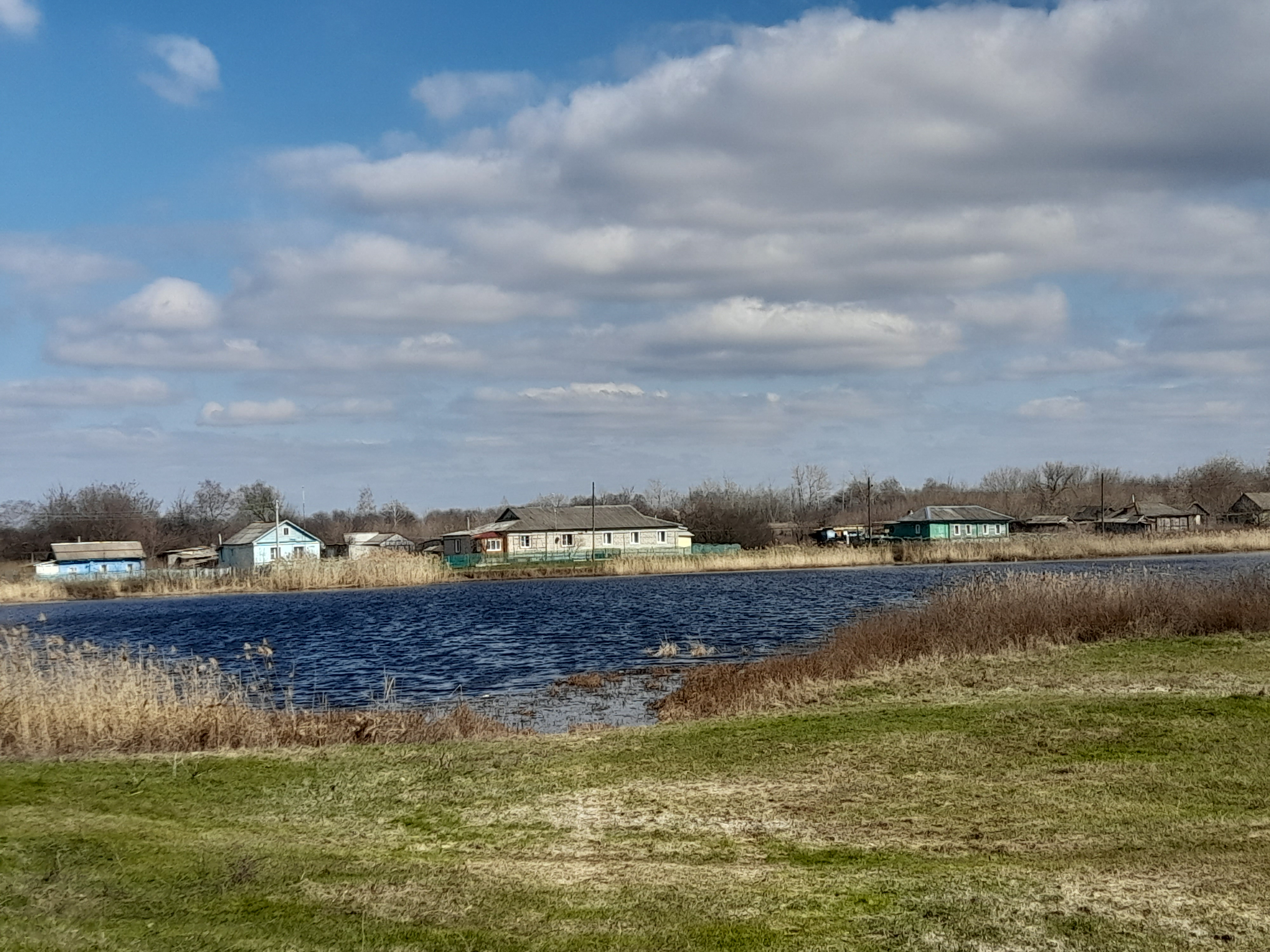
Озеро
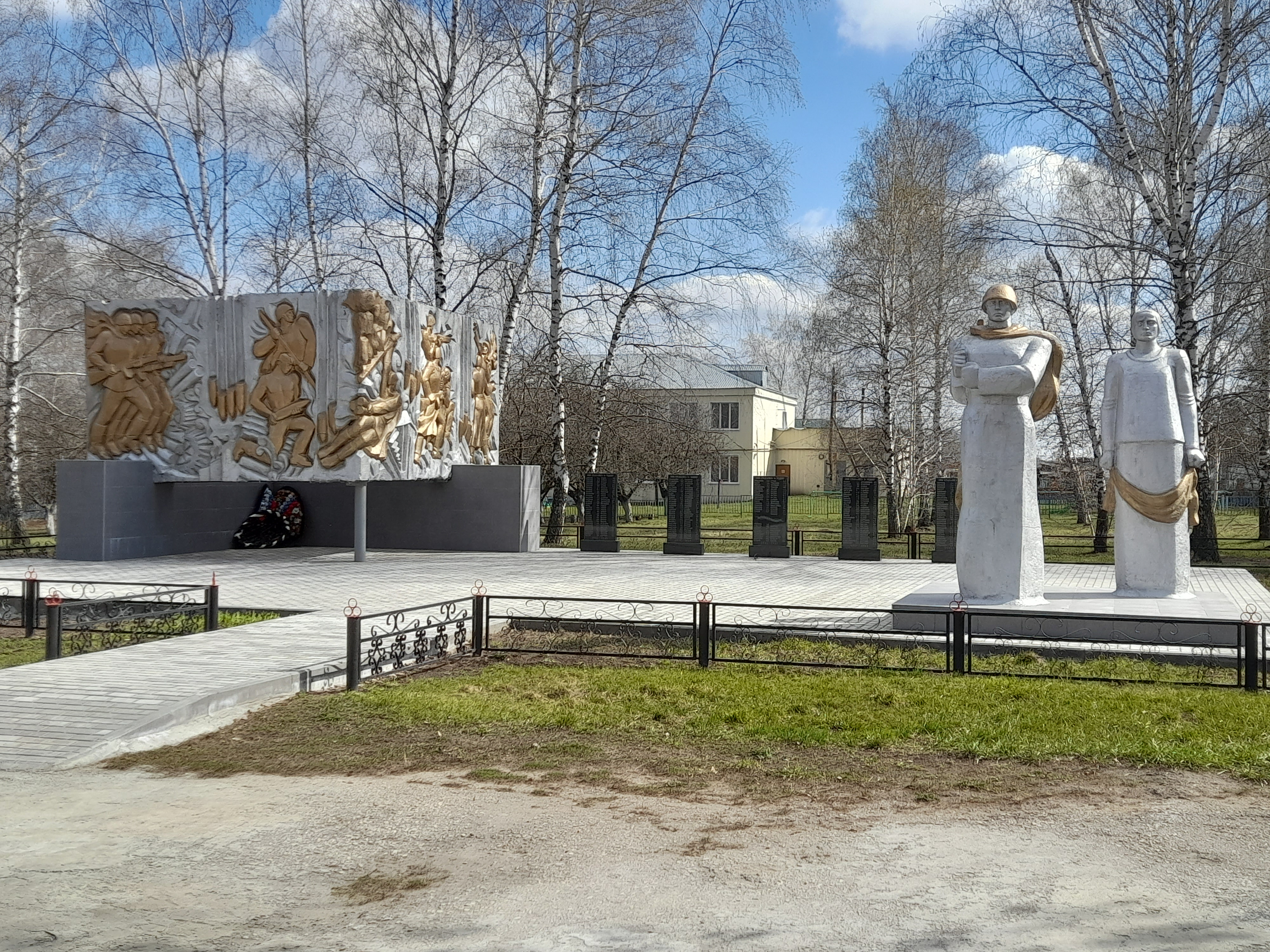
Мемориал
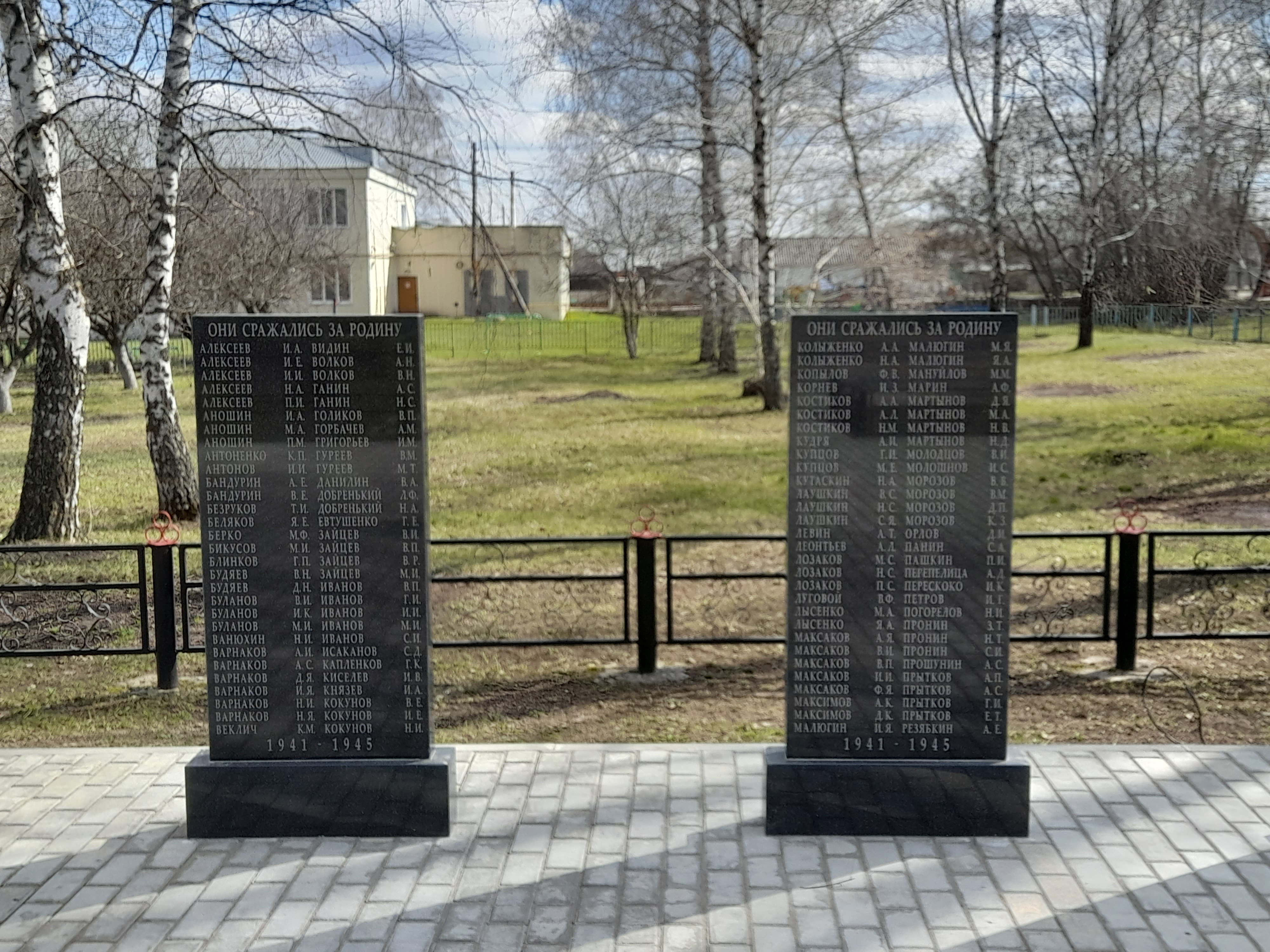
Список участников ВОВ
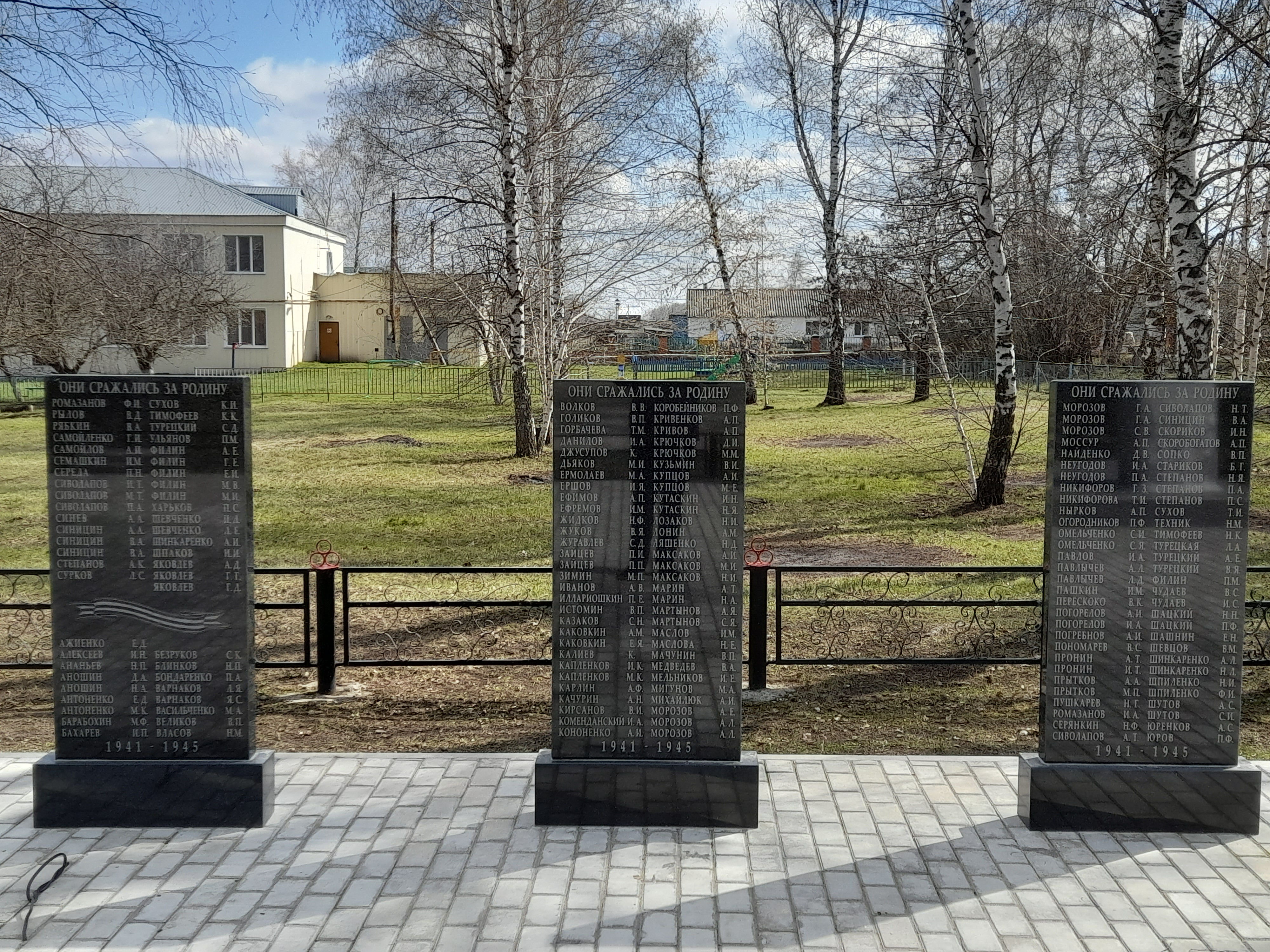
Список участников ВОВ
Мемориальный комплекс